# Свідницький повіт (Нижньосілезьке воєводство)
Свідницький повіт (пол. powiat świdnicki) — один з 26 земських повітів Нижньосілезького воєводства Польщі.
Утворений 1 січня 1999 року в результаті адміністративної реформи.

## Географія
Річки: Ціха Вода.

## Загальні дані
Повіт знаходиться у південно-центральній частині воєводства.
Адміністративний центр — місто Свідниця.
Станом на 1.01.2008 населення становить 159 723 осіб, площа 741,14 км².

## Демографія
Демографічні дані повіту станом на 30.06.2005:
|       | Всього  | Всього | Жінки  | Жінки | Чоловіки | Чоловіки |
| ----- | ------- | ------ | ------ | ----- | -------- | -------- |
|       | осіб    | %      | осіб   | %     | осіб     | %        |
| Повіт | 160 688 | 100    | 83 534 | 52    | 77 154   | 48       |
| Міста | 112 602 | 100    | 59 150 | 52,5  | 53 452   | 47,5     |
| Села  | 48 086  | 100    | 24 384 | 50,7  | 23 702   | 49,3     |